# Bunjani
Bunjani – wieś w Chorwacji, w żupanii zagrzebskiej, w gminie Križ. W 2011 roku liczyła 636 mieszkańców.